# 西川岸町
西川岸町（にしかわぎしちょう）は、江戸期から現在にかけての青森県弘前市の地名。郵便番号は036-8017。2017年6月1日現在の人口は11人、世帯数は8世帯。

## 地理
土淵川沿い南東側に位置し、町域の北部は徒町、北東部から東部にかけて田代町、南部は坂本町、西部は土手町に接する。

## 歴史
- 明和元年 - 当時の記録では弘前城築城当初からの城下ではなく、士街として西川岸町と見え、武家屋敷が10軒ある。
- 享和3年 - 藩士土着令廃止後の御家中町割によれば、武家屋敷が7軒ある。

### 沿革
- 江戸期 - 弘前城下の一町。
- 明治初年～明治22年 - 弘前を冠称。
- 1899年（明治22年） - 弘前市に所属。

### 地名の由来
土淵川の西岸に位置することから。

## 施設

### 医療
- 野村歯科
- 須郷産婦人科医院

### 商業
- トーオー楽器(株)

## 小・中学校の学区
市立小・中学校に通う場合、学区は以下の通りとなる。
| 大字     | 番・番地 | 小学校             | 中学校             |
| -------- | -------- | ------------------ | ------------------ |
| 西川岸町 | 全域     | 弘前市立大成小学校 | 弘前市立第三中学校 |

## 交通
- 弘南バス

蓬菜橋（土手町循環100円バス）停留所。